# Cass Township (Clayton County, Iowa)
Die Cass Township ist eine von 22 Townships im Clayton County im Osten des US-amerikanischen Bundesstaates Iowa. Im Jahr 2010 hatte die Cass Township 1689 Einwohner. Sie ist benannt nach dem Politiker Lewis Cass.

## Geografie
Die Cass Township liegt rund 50 km westlich des Mississippi, der die Grenze zu Wisconsin bildet. Die Grenze zu Illinois befindet sich rund 80 km ostsüdöstlich.
Die Cass Township liegt auf 42° 41′ N, 91° 33′ W und erstreckt sich über 95,09 km².
Die Cass Township liegt im äußersten Südwesten des Clayton County und grenzt westlich an das Fayette County, südwestlich an das Buchanan County sowie südlich an das Delaware County. Innerhalb des Clayton County grenzt die Cass Township im Norden an die Sperry Township, im Nordosten an die Cox Creek Township sowie im Osten an die Lodomillo Township.

## Verkehr
In der Cass Township treffen die Iowa Highways 3 und 13 zusammen. Bei allen weiteren Straßen innerhalb der Township handelt es sich um untergeordnete und zum Teil unbefestigte Fahrwege.
Mit dem Elkader Municipal Airport befindet sich rund 25 km nordöstlich der Cass Township ein kleiner Regionalflughafen. Der nächstgelegene größere Flughafen ist der Eastern Iowa Airport in Cedar Rapids (rund 110 km südlich).

## Demografische Daten
Nach der Volkszählung im Jahr 2010 lebten in der Cass Township 1689 Menschen in 709 Haushalten. Die Bevölkerungsdichte betrug 17,8 Einwohner pro Quadratkilometer. In den 709 Haushalten lebten statistisch je 2,31 Personen.
Ethnisch betrachtet setzte sich die Bevölkerung zusammen aus 98,7 Prozent Weißen, 0,1 Prozent Afroamerikanern, 0,1 Prozent amerikanischen Ureinwohnern, 0,1 Prozent Asiaten sowie 0,4 Prozent aus anderen ethnischen Gruppen; 0,6 Prozent stammten von zwei oder mehr Ethnien ab. Unabhängig von der ethnischen Zugehörigkeit waren 1,1 Prozent der Bevölkerung spanischer oder lateinamerikanischer Abstammung.
23,6 Prozent der Bevölkerung waren unter 18 Jahre alt, 55,4 Prozent waren zwischen 18 und 64 und 21,0 Prozent waren 65 Jahre oder älter. 50,3 Prozent der Bevölkerung war weiblich.
Das mittlere jährliche Einkommen eines Haushalts lag bei 40.000 USD. Das Pro-Kopf-Einkommen betrug 20.194 USD. 8,1 Prozent der Einwohner lebten unterhalb der Armutsgrenze.

## Ortschaften
Die Bevölkerung der Cass Township lebt neben Streubesiedlung in Strawberry Point, der einzigen selbstständigen Kommune (mit dem Status „City“).